# Liam Kelly (calciatore 1990)
Liam Mark Kelly (Milton Keynes, 10 febbraio 1990) è un calciatore scozzese, nato in Inghilterra, centrocampista del Rotherham Utd.

## Carriera

### Club
Dopo aver giocato 100 incontri di SPL con il Kilmarnock, nel gennaio 2013 si trasferisce al Bristol City in cambio di circa 250000 €. Nella sessione di calciomercato estiva della stagione calcistica 2014/2015 lascia il Bristol per trasferirsi all'Oldham Athletic.

### Nazionale
Esordisce con la nazionale maggiore il 14 novembre 2012 contro il Lussemburgo (1-2).

## Palmarès

### Club

#### Competizioni nazionali
- Coppa di Lega scozzese: 1

Kilmarnock: 2011-2012
- Football League One: 1

Coventry City: 2019-2020